# Ineos Grenadiers/Saison 2025
Diese Liste beschreibt die Mannschaft und die Siege des Radsportteams Ineos Grenadiers in der Saison 2025.

## Mannschaft
| Teamkader 2025          | Teamkader 2025     | Teamkader 2025         | Teamkader 2025                     |
| Name                    | Geburtsdatum       | Land                   | Vorheriges Team                    |
| ----------------------- | ------------------ | ---------------------- | ---------------------------------- |
| Thymen Arensman         | 4. Dezember 1999   | Niederlande            | Team DSM (2022)                    |
| Andrew August           | 12. Oktober 2005   | Vereinigte Staaten     | Hot Tubes Cycling (2023)           |
| Egan Bernal             | 13. Januar 1997    | Kolumbien              | Androni-Sidermec-Bottecchia (2017) |
| Jonathan Castroviejo    | 27. April 1987     | Spanien                | Movistar Team (2017)               |
| Laurens De Plus         | 4. September 1995  | Belgien                | Jumbo-Visma (2020)                 |
| Tobias Foss             | 25. Mai 1997       | Norwegen               | Jumbo-Visma (2023)                 |
| Omar Fraile             | 17. Juli 1990      | Spanien                | Astana-Premier Tech (2021)         |
| Filippo Ganna           | 25. Juli 1996      | Italien                | UAE Team Emirates (2018)           |
| Lucas Hamilton          | 12. Februar 1996   | Australien             | Team Jayco AlUla (2024)            |
| Kim Heiduk              | 3. März 2000       | Deutschland            | Team Lotto-Kern Haus (2021)        |
| Bob Jungels             | 22. September 1992 | Luxemburg              | Red Bull-Bora-Hansgrohe (2024)     |
| Michał Kwiatkowski      | 2. Juni 1990       | Polen                  | Etixx-Quick Step (2015)            |
| Victor Langellotti      | 7. Juni 1995       | Monaco                 | Burgos-BH (2024)                   |
| Axel Laurance           | 13. April 2001     | Frankreich             | Alpecin-Deceuninck (2024)          |
| Michael Leonard         | 26. März 2004      | Kanada                 | Team Franco Ballerini (2022)       |
| Salvatore Puccio        | 31. August 1989    | Italien                |                                    |
| Brandon Rivera          | 21. März 1996      | Kolumbien              | GW Shimano (2019)                  |
| Carlos Rodríguez        | 2. Februar 2001    | Spanien                |                                    |
| Óscar Rodríguez         | 6. Mai 1995        | Spanien                | Movistar Team (2023)               |
| Magnus Sheffield        | 19. April 2002     | Vereinigte Staaten     | Rally Cycling (2021)               |
| Artem Shmidt            | 30. Januar 2004    | Vereinigte Staaten     | Hagens Berman Jayco (2024)         |
| Ben Swift               | 5. November 1987   | Vereinigtes Königreich | UAE Team Emirates (2018)           |
| Connor Swift            | 30. Oktober 1995   | Vereinigtes Königreich | Arkéa-Samsic (2022)                |
| Joshua Tarling          | 15. Februar 2004   | Vereinigtes Königreich | FlandersColor Galloo (2022)        |
| Geraint Thomas          | 25. Mai 1986       | Vereinigtes Königreich | Barloworld (2009)                  |
| Ben Turner              | 28. Mai 1999       | Vereinigtes Königreich | Trinity Racing (2021)              |
| Samuel Watson           | 24. September 2001 | Vereinigtes Königreich | Groupama-FDJ (2024)                |
|                         |                    |                        |                                    |
| Quelle: ProCyclingStats |                    |                        |                                    |

## Siege
| Siege    | Siege                                                       | Siege                        | Siege  | Siege              | Siege |
| Datum    | Rennen                                                      | Staat                        | Klasse | Sieger             |       |
| -------- | ----------------------------------------------------------- | ---------------------------- | ------ | ------------------ | ----- |
| 6. Feb.  | Kolumbianische Meisterschaften, Einzelzeitfahren der Männer | Kolumbien                    | CN     | Egan Bernal        |       |
| 9. Feb.  | Kolumbianische Meisterschaften, Straßenrennen der Männer    | Kolumbien                    | CN     | Egan Bernal        |       |
| 17. Feb. | Clásica Jaén Paraíso Interior                               | Spanien                      | 1.1    | Michał Kwiatkowski |       |
| 18. Feb. | UAE Tour, 2. Etappe                                         | Vereinigte Arabische Emirate | 2.UWT  | Joshua Tarling     |       |
| 10. Mär. | Tirreno–Adriatico, 1. Etappe                                | Italien                      | 2.UWT  | Filippo Ganna      |       |
| 16. Mär. | Paris–Nizza, 8. Etappe                                      | Frankreich                   | 2.UWT  | Magnus Sheffield   |       |

## UCI-Weltranglisten-Platzierungen
| UCI-Ranking | UCI-Ranking | UCI-Ranking | UCI-Ranking |
| Fahrer      | Fahrer      | Land        | Punkte      |
| ----------- | ----------- | ----------- | ----------- |